# El traje de luces
El traje de luces es una película dramática de 1947 dirigida por Edgar Neville y protagonizada por José Nieto y José Prada. La película está ambientada en el mundo taurino y presenta una visión más pesimista de la fiesta en contraste a otras películas de la época que tendían fijarse más en el espectáculo. El título se refiere al traje de luces tradicional del torero.

## Sinopsis
Un joven torero lleno de ilusiones triunfa en México y decide casarse allí y olvidarse de su antigua novia española, que para entonces acaba de dar a luz un hijo suyo.

## Reparto
- Ricardo Acero
- Julia Caba Alba
- Alfonso de Córdoba
- Nani Fernández
- Casimiro Hurtado
- Mary Lamar
- José Nieto
- José Prada
- Rafael Romero Marchent
- Rafael Calvo Ruiz de Morales